# Leo Sayer (album)
Leo Sayer è un album del cantante britannico omonimo, pubblicato nel settembre 1978.

## Descrizione
L'album, pubblicato da Chrysalis e Warner, è prodotto da Richard Perry.
Dal disco vengono tratti i singoli Dancing the Night Away, I Can't Stop Loving You (Though I Try) e Raining in My Heart.

## Tracce

### Lato A
1. Stormy Weather
2. Dancing the Night Away
3. I Can't Stop Loving You (Though I Try)
4. La Booga Rooga
5. Raining in My Heart

### Lato B
1. Something Fine
2. Running to My Freedom
3. Frankie Lee
4. Don't Look Away
5. No Looking Back